# フレイア (小惑星)
フレイア (76 Freia) は、小惑星帯（メインベルト）の外側の方の軌道にある、大きな小惑星である。
1862年10月21日にドイツの天文学者ハインリヒ・ダレストがコペンハーゲンで発見した。ダレストが発見した唯一の小惑星である。
北欧神話の愛を司る女神、フレイヤ (Freja) にちなみ命名された。
直径180km程度と推定されていたが、2007年1月に西日本各地で観測されたフレイアによる恒星の掩蔽から、より詳しい形状と大きさが求められた。また2010年6月にも岡山県で掩蔽が観測された。